# Escola de Música da Universidade Federal do Pará
A Escola de Música da Universidade Federal do Pará ou (EMUFPA) é uma instituição pública de ensino técnico localizada na cidade de Belém. Como parte da Universidade Federal do Pará (UFPA), é considerada uma unidade de ensino, pesquisa e extensão. A EMUFPA foi fundada em 1963, e hoje oferece cursos técnicos, livres e de especialização técnica.

## Histórico[3]
O marco de fundação da Escola é indicado como sendo o ano de 1963, pois naquela ocasião o maestro Nivaldo Santiago, então diretor da Escola de Música de Manaus, foi contatado por professoras do Instituto Estadual Carlos Gomes, que pediram sua contratação ao reitor da UFPA na época, para dirigir o Coral Ettore Bósio. Nivaldo permaneceu no cargo apenas alguns meses, tendo sido realizado um concerto no fim do ano. Outra data apontada é 1964, já que é em março daquele ano que o maestro funda a Orquestra e Coral da UFPA, estabelecendo as bases do que viria a ser a EMUFPA.
Logo se cria também o Centro de Atividades Musicais (CAM) visando a formação, através dos cursos livres, de músicos que seriam destinados à orquestra, da qual provinham os instrutores. Ao longo da década de 60 se vão efetuando mudanças com o objetivo de institucionalizar as atividades do Centro, seguindo também as leis vigentes, em especial as da Reforma Universitária de 1968. Em 1972 o cenógrafo Marbo Gianaccini assume a diretoria do centro, em substituição de Nivaldo, dando continuidade a estruturação que vinha sendo realizada e focando o ensino na profissionalização dos alunos.
Em 1973 o músico e professor Altino Pimenta assume a direção do agora Serviço de Atividades Musicais (SAM), consolidando a instituição e ampliando suas atividades. Naquela época o SAM já dispunha de cursos de musicalização, teoria aplicada, instrumentos e o curso experimental de dança, dentro de suas atribuições de ensino. No que tange à extensão já contava com duas orquestras, a profissional e a juvenil, um madrigal (conjunto vocal) e um grupo coreográfico, além de conjuntos de diversos instrumentos.  É nessa época também que Altino cria o Encontro de Artes de Belém (ENARTE), exibição da produção artística dos grupos formados na UFPA. O evento, que inicialmente ocorria em outubro, paralelo ao Círio de Nazaré, hoje acontece em dezembro.
Nos anos 80 se fortalecem iniciativas que já vinham da década anterior e que visavam a profissionalização dos formados no instituto, com a habilitação do curso de Música no Núcleo Pedagógico Integrado (NPI) da UFPA, ao qual o SAM estava integrado e se certificando, pela primeira vez, uma aluna com um diploma de nível técnico em música: Maria das Graças Oliveira, em 1980. Nessa década também se impulsiona o desenvolvimento das orquestras na capital paraense, conjugando esforços com projetos que eram acionados a nível federal , como foi o caso do Projeto Orquestra, e regional, tal como o Projeto Espiral, de formação de instrumentistas de cordas. Os anos 90 e 00 trouxeram a mudança de status do outrora Serviço, que passou a ser Escola, integrada no Núcleo de Artes da UFPA, a contínua valorização da formação técnica oferecida pela instituição e a dotação, pela primeira vez, de verbas próprias, em 2003.
A Escola de Música continuou a ser parte do Núcleo de Artes da UFPA, agora renomeado como Instituto de Ciências da Arte (ICA), até começar em 2015, um processo de desvinculação do mesmo, assumindo maior autonomia administrativa. Hoje tem o status de Unidade Acadêmica Especial na estrutura da universidade. As suas instalações, no bairro da Cremação, passaram por uma reforma e conta também, desde 2022, com um novo prédio.

### Licenciatura em Música
A graduação em Música em nível superior chegou a ser oferecida pela EMUFPA, mas com a desvinculação da Escola do ICA a partir de 2015, este passou a ser o responsável pelas licenciaturas oferecidas em Belém e em vários campi no interior do estado. A mudança se concretizou com a criação da Faculdade de Música da UFPA, mediante a resolução nº 796 de 24 de junho de 2019 do Conselho Universitário da UFPA.

## Ensino
A EMUFPA oferece cursos técnicos e de especialização técnica, ambos de nível médio. Os primeiros são oferecidos aqueles que estão cursando o ensino médio ou já o concluíram. Já os segundos se destinam a formados em algum curso técnico da Escola ou em um curso equivalente em outra instituição e desejem obter um aprofundamento em determinada área, com foco no mercado de trabalho ou na preparação pedagógica.
Cursos técnicos
- Canto:
- coral
- lírico
- popular

- Composição e Arranjo
- Regência
- Instrumento Musical
Ênfase em Banda Sinfônica
- bombardino
- clarinete
- fagote
- flauta transversal
- oboé
- percussão
- saxofone alto
- saxofone tenor
- saxofone barítono
- trombone
- tromba
- trompete
- tuba

Ênfase em Música Popular
- bateria
- contrabaixo elétrico
- piano/teclado
- saxofone
- trombone
- trompete
- violão popular

Ênfase em Orquestra
- Clarinete
- Contrabaixo
- Fagote
- Flauta Transversal
- Oboé
- Percussão
- Trombone
- Tromba
- Trompete
- Viola
- Violino
- Violoncelo

Também se oferecem cursos técnicos em:
- Piano
- Violão Clássico

Cursos de Especialização Técnica
- Em Canto Popular
- Em Prática musical historicamente informada em Canto Lírico
- Em Performance instrumental em Orquestra
- Em Performance instrumental em Instrumentos de Sopro
- Em prática pianística
- Em Violino
- Em Violoncelo

Mestrado profissional em Música
Em 2023, a Universidade Federal do Pará teve aprovado seu Programa de Pós-Graduação stricto sensu em Música na modalidade Mestrado profissional, pela CAPES (código 15001016173P4). O curso foi criado pela Resolução n. 5.726, de 23 de janeiro de 2024, e será sediado pela EMUFPA, com início previsto para o primeiro semestre de 2024.

## Pesquisa
A Escola desenvolve várias atividades de pesquisa, como as do grupo que investiga o uso do trompete na Amazônia ou a relação entre música, teoria e tecnologias ou ainda o patrimônio musical no Brasil, em suas vertentes documental, organológica e das práticas vivas. Este último grupo, o PatriMusi, reúne pesquisadores e pesquisadoras das cinco regiões do Brasil. Há também projetos de investigação sobre diversos temas, como o uso da percussão no carimbó e no lundu marajoara, a historiografia da clarineta no Pará e a possibilidade de desenvolver tecnologias assistivas para o aprendizado do violoncelo de pessoas do espectro autista ou com síndrome de Down. Da mesma forma, também se publicam obras de diverso teor, seja histórico, didático ou de divulgação científica. Hoje, a EMUFPA conta com sua própria editora, já tendo publicado teses e anais de eventos acadêmicos.
A Escola também integra vários laboratórios, como o de etnomusicologia, criado em 2014 e focado nas práticas musicais da região Amazônica. O Laboratório de Etnomusicologia, LABETNO, promove anualmente a Jornada de Etnomusicologia e o Colóquio Amazônico de Etnomusicologia. Tais eventos já realizaram, respectivamente, nove e sete edições, até maio de 2023.
Bolsas
A fim de mais bem implementar os projetos de pesquisa e favorecer a integração discente aos projetos da Escola de Música, existem duas modalidades de bolsa, as do Programa Institucional de Iniciação Científica, da Pró-Reitoria de Pesquisa e Pós-Graduação da UFPA, a PROPESP, e os Editais de Bolsa de Pesquisa da própria EMUFPA (EBIC-TEC). As bolsas de pesquisa da PROPESP se destinam a discentes dos cursos superiores da UFPA (PIBIC-EBTT) e àqueles(as) matriculados(as) nos cursos técnicos e de especialização técnica de nível médio (PIBIC-EM/ET). Já o  EBIC-TEC destina-se exclusivamente a discentes da EMUFPA, nos cursos técnicos e de especialização técnica.
CPE
A Escola de Música da UFPA possui ainda uma Coordenadoria de Pesquisa e Extensão (CPE) responsável pela formulação das políticas de pesquisa na unidade, além de uma Câmara de Pesquisa e Extensão, órgão consultivo para a aprovação de projetos.

## Extensão
A EMUFPA mantém diversos projetos e grupos dedicados à extensão, visando contribuir com a sociedade que mantém a instituição.
Cursos Livres
São oferecidos à comunidade de Belém e região como parte de um dos projetos da Escola para a Extensão os seguintes cursos livres, destinados a formação inicial nos respectivos instrumentos:
Bateria, Canto Lírico, Canto Popular, Clarineta, Contrabaixo Acústico, Contrabaixo Elétrico, Fagote, Flauta Transversal, Oboé, Percussão Popular, Piano, Saxofone, Trombone, Trompa, Trompete,Tuba/Eufônio, Viola, Violino e Violoncelo.
Grupos Artísticos

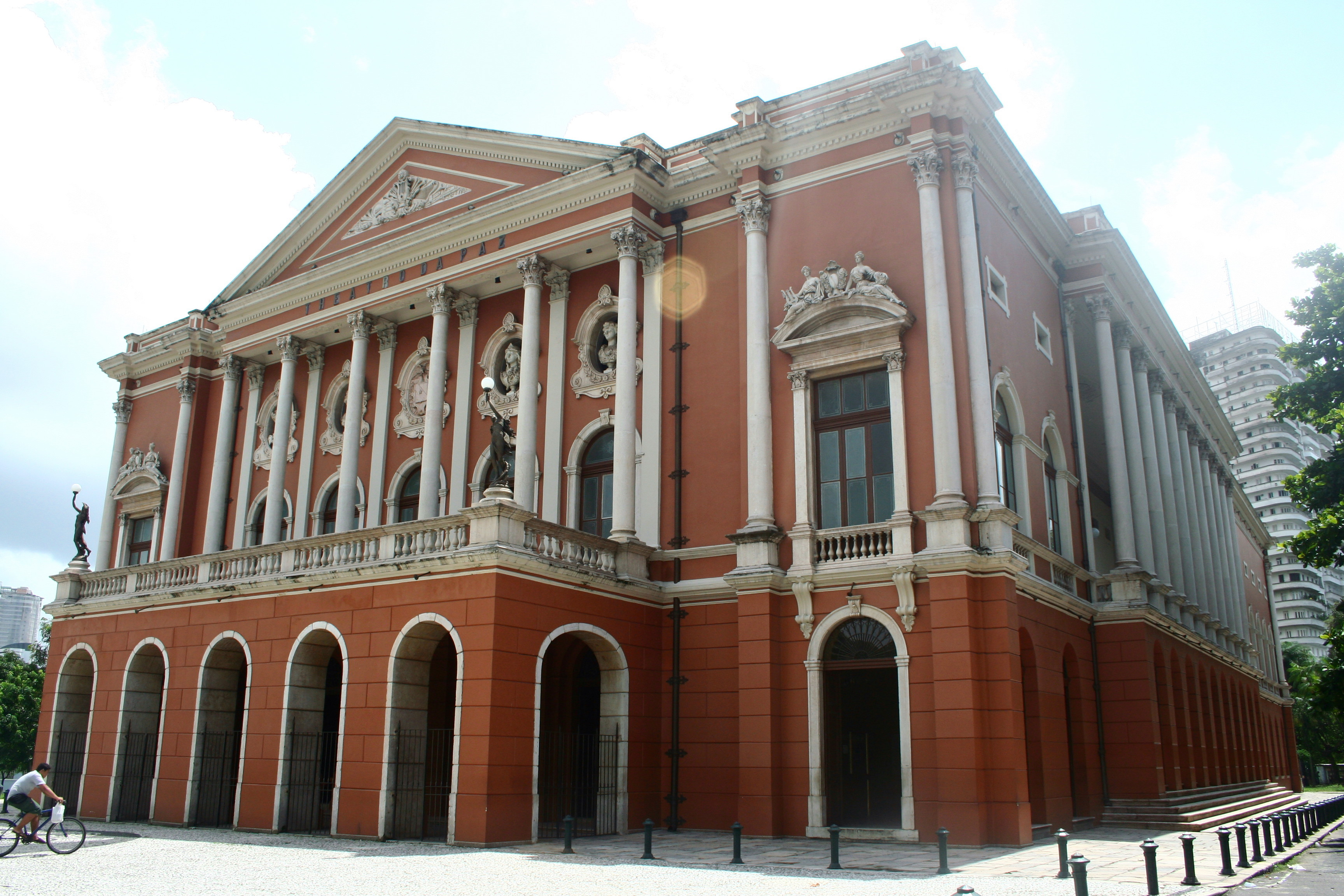
Theatro da Paz, espaço de apresentação de vários grupos formados na Escola de Música da UFPA.

- Banda sinfônica da EMUFPA: se trata de um laboratório de prática coletiva para os alunos da escola que, vindos de todo o estado, desenvolvem as habilidades aprendidas nas aulas e se encaminham para a profissionalização, brindando concertos e recitais à população.
- Grupo de percussão da EMUFPA: visa o aperfeiçoamento dos percussionistas paraenses, formados ou não na escola, divulgando também obras do repertório percussivo regional, nacional e internacional. Realizam apresentações em diversos eventos, como os do ENARTE ou Mostras de Percussão realizadas pela instituição.
- Jazz Band da EMUFPA: Projeto idealizado por professores do Colegiado (divisão) de Música Popular da instituição, realizando palestras e apresentações de repertório musical do jazz instrumental ou vocal, tanto para o público interno quanto externo.[26]
- Orquestra Infantil de Violinistas da EMUFPA: criada em 2000, realiza pelo menos três apresentações anuais e tem como objetivo o desenvolvimento técnico, cognitivo e social das crianças que a integram, realizando apresentações de musicais infantis, com destaque para obras inéditas.
- Orquestra Sinfônica Altino Pimenta (OSAP): fundada em 2011, conta com mais de 50 músicos e além do repertório clássico, apresenta obras de autores paraenses, participando de diversos eventos, como o Ciclo Beethoven, em que foram executadas as nove sinfonias do músico alemão.
- UFPA Ver-o-Cello: grupo de violoncelistas surgido em 2016 e que se apresenta em diversos espaços da cidade de Belém e do estado do Pará. Já se exibiram no Theatro da Paz, no Museu Emílio Goeldi e no SESC Ver-o-Peso, por exemplo.
- Orquestra de Música Latina: idealizada pelo professor Leonardo Coelho de Souza, trabalha com a música instrumental brasileira, bem como ritmos da América Central. É integrado por alunos do Curso Técnico em Instrumentista de Banda e já realizou apresentações em diversos eventos da UFPA e fora dela.[27]
- Orquestra Inclusiva de Violoncelistas da Escola de Música da UFPA (OIV-EMUFPA): integra alunos neuroatípicos e neurotípicos, estando entre os primeiros pessoas do espectro autista, com dislexia e transtorno de déficit de atenção (TDAH).[28]

Eventos
Entre os diversos eventos realizados pela EMUFPA se destaca o Encontro de Artes de Belém (ENARTE), que já se tornou uma tradição na programação cultural da cidade e chegará à sua 50º edição em 2023. O evento foi criado pelo maestro Altino Pimenta, um dos fundadores da Escola. O encontro busca promover as diversas linguagens artísticas que se desenvolvem na UFPA, em uma mostra das atividades dos alunos e docentes da universidade. Entre as atividades realizadas se incluem as academicas, masterclasses, oficinas, minicursos e muitas apresentações musicais.
Em abril de 2018 se realizou a I Semana de Música Indígena, com palestras, exposições e apresentações musicais.
Bolsas
Semelhantemente ao já referido EBIC-TEC, a EMUFPA tem publicado anualmente o EBEX-TEC, edital de bolsas de estudo vinculado aos projetos de extensão desenvolvidos na Escola de Música. Seu objetivo é estimular o engajamento de discentes dos cursos técnico e de especialização técnica nos projetos.

## Biblioteca
O Centro de Memória, Informação e Documentação (CEMID) tem como missão fornecer e divulgar informação à comunidade da EMUFPA, dando continuidadade e consolidando os objetivos do projeto de extensão “Implantação de Centro de Memória, Informação e Documentação na Escola de Música da UFPA”, no qual se reorganizaram em um único espaço os arquivos da Escola.
A Biblioteca conta com um acervo especializado em música, formado por livros, teses, periódicos, obras de referência e outros materiais que abordam diversos assuntos desse campo artístico. Inclui também os acervos particulares Sarauparauara, de Terezinha de Jesus Kozlovski e de Altino Pimenta. No total se dispõe de mais de 4300 títulos, em diversos formatos de mídia, escrita, em áudio e audiovisual.

## Laboratório de Documentação Musical
O Laboratório de Documentação Musical da UFPA (DoMus) trabalha com o tratamento e pesquisa de acervos musicais em seus mais variados suportes, tendo como objetivo auxiliar na preservação e divulgação da história da música, com destaque para a região Amazônica. Foi criado em 2021. A interação entre pesquisa, ensino e extensão é uma marca das atividades do laboratório, conforme atesta a produção bibliográfica em torno de suas atividades. Para o tratamento de acervos musicais, o laboratório conta com técnicas e tecnologias desenvolvidas localmente, que buscam adequar-se à realidade climática e socioeconômica da região.
Projetos de pesquisa
O Laboratório de Documentação Musical colaborou com projetos que envolveram a produção de imagens digitais do acervo hemerográfico, documental e bibliográfico da Catedral Metropolitana de Belém (Sé), dos acervos de Altino Pimenta, que está recolhido ao Museu da Imagem e do Som do Pará (MIS-PA/SIMM), do projeto Sarauparauara, recolhido à Biblioteca e Centro de Documentação da EMUFPA, além do arquivo familiar da mestra da cultura popular Iracema Oliveira. Outra atividade do Laboratório foi a gravação de uma apresentação do projeto Sarauparauara. Bolsistas do projeto de pesquisa "Fontes e Acervos relativos à produção e práticas musicais na Amazônia: estudo histórico e difusão do patrimônio musical", ligados ao DoMus/UFPA, produziram de um inventário preliminar do arquivo pessoal de documentos musicográficos da professora e pianista Terezinha de Jesus Kozlovski, que também atuou como organista na Basílica Santuário de Nossa Senhora de Nazaré. Tal projeto se propõe ao estudo do patrimônio musical documental e organológico nos âmbitos do catolicismo romano e da Igreja Evangélica Assembleia de Deus. Ademais, o fundador e primeiro coordenador do laboratório ministrou palestras e aulas, de maneira remota ou presencial, em diferentes instituições de ensino do país acerca da documentação musical, seu tratamento e difusão.
OrCam/DoMus
O DoMus/UFPA possui também sua orquestra de câmara, que em 2022 realizou dois concertos, com obras de compositores(as) nascidos(as) ou atuantes na Amazônia. Um concerto foi realizado na Igreja Matriz de Sant'Ana, no Bairro da Campina, em Belém, em parceria com o grupo coral Sonare Sacro e o outro, na mesma cidade, na capela do Colégio Santo Antônio, com os discentes das disciplinas de Canto Coral da EMUFPA. A ênfase do repertório da orquestra é em obras que circularam na Amazônia no passado. Tal resgate é feito por meio da pesquisa arquivística in loco, para a localização de fontes documentais referentes à transmissão escrita (documentos musicográficos, tais como partituras e partes instrumentais ou vocais avulsas) e posteriormente, por processo de edição musical, mas também de instrumentação musical, transcrição de melodias e arranjo.
Encontro de Documentação Musical
O laboratório também foi o responsável pela realização de duas edições do Encontro Brasileiro de Documentação Musical e Musicologias, de maneira totalmente online, cujas palestras e Atas são de acesso aberto.
Declaração de inatividade
Com o pedido de afastamento não remunerado do criador e primeiro coordenador do laboratório em relação à EMUFPA, foi declarada a inatividade do mesmo, em 2023.